# هان فان دن بيرغ
هان فان دن بيرغ (بالهولندية: Han van den Berg)‏ هو مجدف هولندي، ولد في 17 فبراير 1925 في أمستردام في هولندا، وتوفي في 7 ديسمبر 2015.

## وصلات خارجية
- هان فان دن بيرغ على موقع الاتحاد الدولي للتجديف (الإنجليزية)
- هان فان دن بيرغ على موقع أوليمبيديا (الإنجليزية)